# Igreja de São Francisco do Monte
A Igreja de São Francisco do Monte, também referida como Convento de São Francisco do Monte e  Igreja Paroquial de Orgens, é uma igreja localizada na freguesia de Orgens, no município de Viseu.
Do antigo mosteiro apenas subsiste a Igreja de São Francisco, transformada em paroquial quando da extinção das ordens religiosas, parte do refeitório, o lageado do claustro e os perfis da arcaria a sul, confinante com o templo.
A conjunto Igreja/Convento de São Francisco está classificado como Monumento de Interesse Público desde 2013.

## História
Afirma Alexandre Alves nas suas "Memórias do extinto Mosteiro de S. Francisco do Monte de Orgens", que este terá sido fundado em 1410 por Frei Pedro de Alemanços, natural da Galiza. De referir que Alexandre Alves, certamente bem intencionado, se enganou ao referir-se ao edifício como Mosteiro. Assim e se bem que estando localizado fora de uma localidade, a designação correcta é de Convento por ser Franciscano e logo pertencer a uma Ordem Religiosa Mendicante, e ser essa a correcta designação desses edifícios, tendo sido S. Bento o primeiro a criar a estrutura que levava este nome. Mais se utiliza o termo no sentido religioso do monasticismo, quando para melhor servir e amar a Deus, os homens se retiravam do mundo, primeiro sozinhos, depois em grupos de monges (comunidades religiosas), para edifícios concebidos para este fim, chamados de conventos. Assim sendo, este convento franciscano teve a sua origem numa pequena ermida dedicada a São Domingos que existia no local onde foi depois levantada a igreja e as dependências. Ao longo das centúrias seguintes foi objecto de múltiplas intervenções arquitectónicas, decorativas e das próprias vivências, com a transferência dos religiosos para a cidade de Viseu, na primeira metade do século XVII. A década de 1740 veio trazer nova vida ao convento, e a igreja que hoje conhecemos é a face ainda visível desta campanha de obras que revalorizou uma casa então bastante arruinada.
O templo do extinto Convento de São Francisco do Monte, ou, de Orgens, que era dos capuchos da província da Conceição, era igreja paroquial. Esteve incluída na área da cidade até 1840. Era curato amovível da apresentação do Cabido da Sé de Viseu, no termo desta cidade.
Estabelecidos os primeiros religiosos em Orgens, cedo a nobreza de Viseu beneficiou o convento com donativos, tornando-se a sua igreja num dos espaços preferidos para enterramento destas famílias. Deve-se, no entanto, ao rei D. Afonso V a maior contribuição em esmolas e pedraria, que permitiram edificar a igreja e restantes dependências. Todavia, o relativo afastamento de Viseu, a necessidade de novas obras e a humidade do local, nefasta para os religiosos, veio a ditar a sua transferência para um novo convento, a construir na cidade. O primeiro requerimento a solicitar a mudança data de 1603, mas diversos problemas atrasaram a efectivação desta medida, apenas concretizada a 6 de Março de 1635, quando foi lançada a primeira pedra na Quinta de Mançorim. Entretanto, todos estes atrasos motivaram novas obras de conservação no antigo convento, tendo-se mesmo refeito a capela-mor. Mas aqui só vieram a ficar oito religiosos e um presidente, funcionando o antigo convento como oratório.
As obras sucedem-se em Orgens e em 1741, graças à esmola do Reverendo Manuel Ferreira, abade de Povolide, iniciou-se uma grande reforma de todos os espaços, que ficaria concluída em 1749. Foi autor do projecto o irmão arquitecto Frei Francisco de Jesus Maria, de Vila Real, construindo-se então três dormitórios de vinte celas, livraria, hospedaria, claustros com varandas no andar superior, e a igreja.
A fachada do templo enquadra-se no modelo de tantas outras destes religiosos, sendo definida por pilastras de aparelho rusticado, rematadas por fogaréus, nos cunhais, e apresentando arco abatido na galilé, sobrepujado por janelão do coro que, por sua vez, é enquadrado por nichos com a imagem de São Francisco e de São Domingos. No mesmo eixo central abre-se ainda um óculo e o frontão é contracurvado, com cruz na empena.
No interior, a nave única e a capela-mor, cobertas por abóbada de berço, articulam-se através de arco triunfal, sobre o qual se observa uma Crucificação ladeada pelas imagens de Nossa Senhora e São João, e em baixo o brasão do Reverendo Manuel Ferreira. Um lambril de azulejos de figura avulsa, certamente executado nas oficinas coimbrãs, cerca de 1745, percorre o espaço, no qual se destaca, ainda, o retábulo-mor, de talha dourada maneirista, atribuível ao entalhador local Francisco Lopes de Matos. Há também a assinalar os retábulos colaterais, de talha dourada, as capelas na nave abertas por arcos de pedraria, e o coro alto, com balaustres a que se sobrepõe, ao centro, uma maquineta com a imagem de São Francisco.
Com a extinção das ordens religiosas, em 1834, o edifício conventual e a cerca foram vendidos e depois praticamente demolidos. A igreja passou para a posse da paróquia, que ainda hoje a conserva. O processo de extinção regista um inventário de todas as peças existentes à época.
Uma referência final para o terreiro que antecede a igreja e onde se pode observar um cruzeiro com uma imagem de São Francisco datada de 1711, e a denominada fonte de ouro, inscrita num arcossólio quinhentista que pertencia, muito possivelmente, à igreja anterior.